# Neoanthura coeca
Neoanthura coeca là một loài chân đều trong họ Paranthuridae. Loài này được Menzies miêu tả khoa học năm 1956.